# Kazuo Ozaki
Kazuo Ozaki (尾崎 加寿夫?, Ozaki Kazuo; Tokyo, 7 marzo 1960) è un ex calciatore giapponese, di ruolo attaccante.

## Carriera

### Club
Ha giocato nella prima divisione giapponese ed in quella tedesca, oltre che nella seconda divisione tedesca.

### Nazionale
Ha partecipato ai Mondiali Under-20 del 1979; tra il 1981 ed il 1983 ha invece totalizzato complessivamente 17 presenze e 3 reti nella nazionale giapponese.